# Сироткин, Тимофей Николаевич
Тимофей Николаевич Сироткин (1904, дер. Знаменка, Томская губерния — 1 июня 1976, дер. Козловка, Новосибирская область) — участник Великой Отечественной войны, кавалер пяти орденов Красной Звезды.

## Биография
Родился в 1904 году в деревне Знаменка Томской губернии (Новосибирской области).
С октября 1925 по ноябрь 1927 года проходил службу в рядах РККА (г. Чита).
Перед войной работал в колхозе.
6 сентября 1941 года призван Татарским РВК Татарского района Новосибирской области на фронт. В 1941—1942 годах служил в Сибирском военном округе наводчиком 16-го гаубичного артполка. В период 1942—1943 годов воевал на Северо-Западном фронте красноармейцем в составе 44-й стрелковой бригады. В 1943—1944 годы воевал на Брянском фронте. С марта 1944 года находился в госпитале по ранению и контузии. С мая 1944 по май 1945 года воевал на 2-м Белорусском фронте ефрейтором 945-го артполка 380-й Орловской стрелковой дивизии.
За мужество, проявленное в годы Великой Отечественной войны, награждён пятью орденами Красной Звезды (за бои под Старой Руссой, на Курской дуге, под Минском, в Полесье, под Данцигом):
- приказ № 0141 от 29 июля 1944 — награда № 1235996[3]-за уничтожение огнем расчета пушки Сироткина 25 немецких солдат, 4 пулеметов, 7 автомашин и 3 повозок[4].
- приказ № 0174 от 26 сентября 1944 — награда № 1258104[5]-за уничтожение огнем расчета пушки Сироткина 4 пулеметов, 1 миномета и 1 арт. орудия, до взвода немецких солдат было рассеяно[6].
- приказ № 0208 от 25 января 1945 — награда № 1550451[7]-за уничтожение огнем расчета пушки Сироткина 7 пулеметов, 5 минометов, 3 блиндажей и 45 солдат противника в боях за р. Нарев[8].
- приказ № 0218 от 07 марта 1945 — награда № 1550452[9]-за уничтожение огнем расчета пушки Сироткина 4 пулеметов, 4 зданий и взвода солдат[10].
- приказ № 0231 от 14 апреля 1945 — награда № 1550453[11]-за уничтожение огнем расчета пушки Сироткина 3 станковых, 2 ручных пулеметов, 4 зданий, 3 ДЗОТов, до взвода противника[12].
- Также награждён двумя медалями «За отвагу»[13] (за обеспечение бесперебойной связи) и медалью «За победу над Германией в Великой Отечественной войне 1941—1945 гг.».

Демобилизовался в июне 1945 года, после чего работал в колхозе «Победа» Татарского района.
Умер 1 ноября 1976 года, похоронен в с. Козловка (Татарский район, Новосибирская область).

## Память
- В память о земляке в центре села Козловка установлен бюст, его именем названа одна из улиц села.
- В МОУ "Козловская средняя общеобразовательная школа" имеется стенд, посвященный Т.Н. Сироткину[14].